# Solar, O Homem-Átomo
Solar, O Homem-Átomo é um personagem fictício dos quadrinhos publicado originalmente em outubro de 1962 pela editora americana Gold Key Comics (outras editoras foram a Valiant Comics, Acclaim Comics e Dynamite Entertainment). É um super-herói capaz de converter seu corpo em energia cósmica, que ficou conhecido no Brasil ao ser publicado pela EBAL na revista O Herói a partir de agosto de 1966, em preto e branco mas com a peculiaridade de que o traje do heroi aparecia numa cor magenta berrante. Criado por Paul S. Newman, Matt Murphy e Jonhy Walter.

## Gold Key
O original Solar, O Homem-Átomo, era a identidade secreta de um físico chamado Dr. Phillip Solar. Solar foi exposto a uma grande quantidade de radiação quando tentava ajudar o seu colega de trabalho, o Dr. Bentley. Bentley morreu ao tentar evitar um iminente derretimento de um reator nuclear que foi sabotado pelo Dr. Rasp, agente do vilão Nuro. Solar sobreviveu miraculosamente e mais tarde descobriu sua capacidade de converter seu corpo em energia, voar e emitir raios radioativos. Ao usar seus poderes, ele consumia seu "estoque" e necessitava recarregar as energias com novas doses de radiação. Com seus superpoderes, o Doutor Solar começou a sua luta contra Nuro, que era o vilão recorrente da série. Nuro por vezes se valia de uma duplicata robô de si mesmo que se chamava Orun.
O Doutor Solar não tinha um "uniforme" de super-herói até o número cinco da série original. Quando agia como seu alter ego, ele era chamado de Homem-Átomo e não de Solar, que era o seu nome verdadeiro. A vestimenta que passou a usar com uma máscara semelhante ao de Ciclope dos X-Men era para proteger os outros de sua radiação. Quando entrava em ação e se "ligava", a sua pele ficava verde.
A série original contou com 27 revistas, de outubro de 1962 até abril de 1969. No início dos anos de 1980, a série foi resumida no número 28 e terminada com mais quatro revistas. Solar também apareceu em outra revista da Gold Key, a do Dr. Spektor #14.

## Valiant Comics
No início da década de 1990, Doutor Solar, Turok e Magnus tiverem seus direitos repassados para a Valiant Comics, que planejava usar os personagens como parte de uma nova linha de super-heróis a ser escrita por Jim Shooter. Várias mudanças foram feitas nos personagens e em suas origens. A nova versão de Solar, que passou a ser chamado apenas com esse nome, era a identidade de super-herói de um homem chamado Phil Seleski. Seleski era fão dos heróis da Gold Key, principalmente do Doutor Solar. Certo dia, Seleski e seus colegas estavam testando um novo tipo de reator de fusão, quando um acidente levou a que Seleski ficasse exposto a uma dose letal de radiação. A radiação não o matou, contudo, e ele percebeu que ganhara a capacidade de manipular energia. Seleski tentou usar seus poderes para o bem e determinou-se a eliminar o suprimento de armas nucleares do mundo. O governo americano tentou pará-lo. Seleski perdeu o controle de seus poderes e fez com que a Terra fosse mergulhada num  buraco negro.
Seleski voltou várias semanas no tempo (ou pensou que tivesse voltado) e se culpou pela destruição do seu mundo. Isso fez com que ele se dividisse em dois: o Doutor Raymond Solar, o antigo herói da infância de Seleski; e Phil Seleski, que reteve as memórias do original. Seleski tentou evitar o acidente que lhe deus os poderes, mas suas intenções foram atrapalhadas pela presença do Doutor Solar, que achava que Seleski era um criminoso perigoso. Seleski conseguiu convencer Solar de que precisavam trabalhar juntos. Eles se fundiram com a versão passada de Seleski e evitaram o acidente. No processo eles descobriram que o reator de fusão de Seleski era na verdade uma "máquina dos desejos". Antes do original acidente, Seleski desejava ser seu herói da infância. Como resultado, o reator simulou os eventos que lhe dariam os poderes do original Doutor Solar. Seleski também descobriu que ele na verdade não viajara no tempo. Após entrar no Buraco Negro, ele recriara o seu universo, com algumas diferenças. As revelações inspiraram Seleski a usar um uniforme do seu herói e assim ele passou a ficar conhecido como Solar, o Homem-Átomo.
O novo Solar enfrentou vários inimigos, tais como os Alienígenas Aranhas, os Harbingers e a Deusa-mãe. Ele sobreviveu por muitos séculos (a invasão dos Alienígenas Aranha ocorreria no ano de 4.000 DC). 

### Graphic Novels
- Alpha and Omega (março de 1994) - Coletânea dos dez primeiros números; escrito por Jim Shooter; arte de Barry Windsor-Smith & Bob Layton.
- Second Death (setembro de 1994) - por Jim Shooter, Don Perlin & Bob Layton.

## Acclaim Comics e Dark Horse Comics
Em 1994, a Valiant Comics foi comprada pela Acclaim Entertainment, uma empresa de vídeo games. Nos quadrinhos da Acclaim, a origem de Solar não foi mudada. Em uma minissérie de quatro partes foi revelado que o Universo Acclaim era uma linha de tempo alternativa do Universo Valiant onde ocorreu o acidente que transformou Solar. Em 2004 os direitos de Solar foram para a Random House, que adquirira a Western Publishing em 2001. A Random House alugou a licença para a Dark Horse Comics reimprimir as séries da Gold Key no formato de antologias, similar ao que foi feito com a série DC Archive em 2007. Volumes publicados:
1. Doctor Solar, Man of the Atom ISBN 1-59307-285-6 (reprints #1-7)
2. Doctor Solar, Man of the Atom ISBN 1-59307-327-5 (reprints #8-14)
3. Doctor Solar, Man of the Atom ISBN 1-59307-374-7 (reprints #15-22)
4. Doctor Solar, Man of the Atom ISBN 1-59307-825-0 (reprints #23-31, Arquivos secretos do Dr. Spektor #14)

## Unity 2000
Solar traz os heróis do Universo VH-0 para o Universo Acclaim a fim de impedir uma ameaça ao multiverso, mas os visitantes perceberam que Solar escondia as suas reais intenções.

## Dynamite Entertainment
Em 2013, a Dynamite Entertainment adquiriu os direitos de publicação de Solar, Turok, Magnus, Robot Fighter e Doctor Spektor. Dynamite lançou um solar: Man of The Atom série de 12 edições de março de 2014 a fevereiro 2015.